# Brick Fleagle

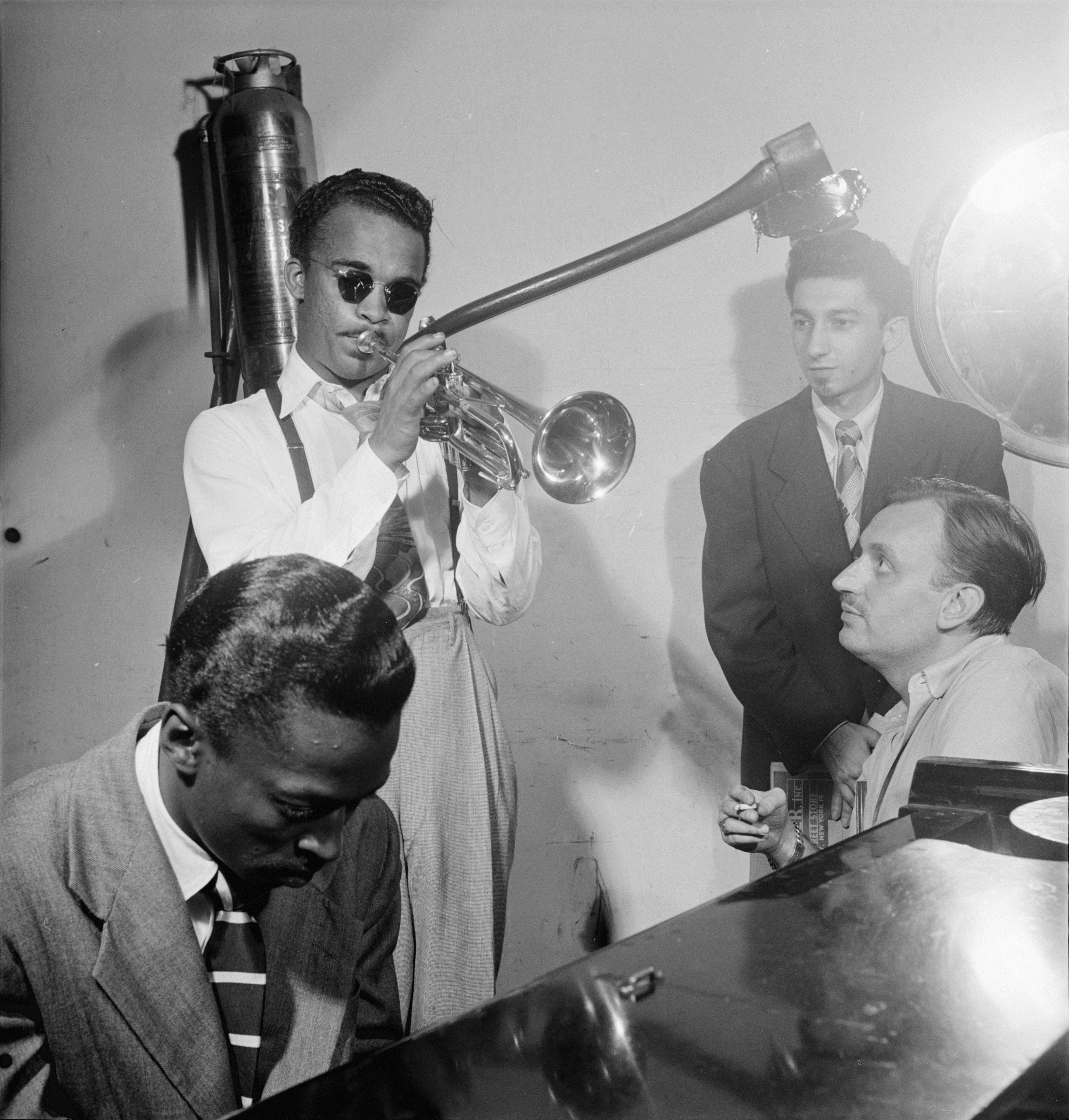
Brick Fleagle mit Howard McGhee (Trompete) und Miles Davis am Klavier; September 1947, Foto von William P. Gottlieb

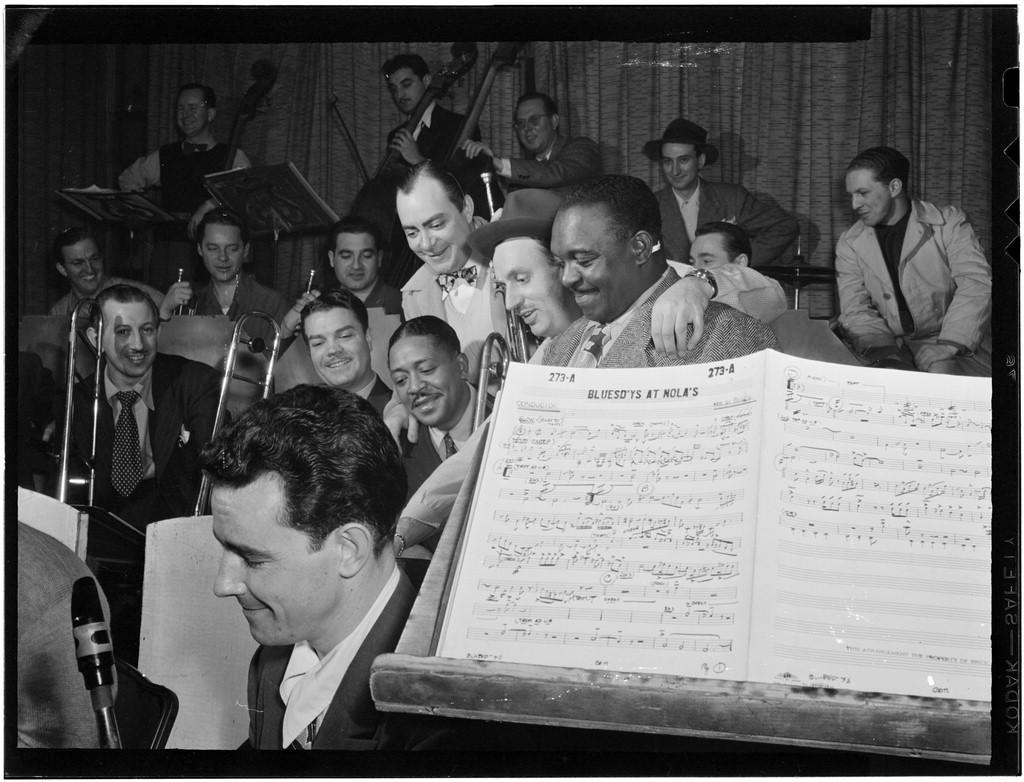
Die Probenband von Brick Fleagle mit Snuffy Arthur, Lyle Murphy, Sandy Williams, Pee Wee Erwin und Rex Stewart im New Yorker Nola Studio, ca. Februar 1947. Dick Rimoff am Bass steht hinten, Zweiter von links. Foto: Gottlieb

Jacob Roger „Brick“ Fleagle (* 22. August 1906 in Hanover, Pennsylvania; † 15. April 1992) war ein US-amerikanischer Jazzgitarrist und Arrangeur des Swing.

## Leben und Wirken
Fleagle besuchte das Peabody Conservatory in Baltimore und spielte ab 1923 Banjo in Florida. Er kam mit einer Vaudeville Band nach New York City, wo er in Tanzkapellen Gitarre spielte. Ab 1926 spielte er zusammen mit Rex Stewart, mit dem er sich anfreundete. 1934/35 hatte er eine eigene Band im Arcadia Ballroom in New York.
In den 1930er Jahren wurde er ein gefragter Arrangeur für Top-Bigbands, wie die von Chick Webb, Jimmie Lunceford, Fletcher Henderson, Rex Stewart und Duke Ellington. Er arbeitete regelmäßig für Ellington, der ihn auch auf einigen Aufnahmen als Gitarrist mitspielen ließ. Er kopierte als Arrangeur auch vielfach die Noten und machte daraus 1946 ein Geschäft.
Er nahm noch gelegentlich mit eigener Band auf. Diese traf sich nach dem Time Magazine von 1945 einmal wöchentlich zu einem Jazzworkshop, in der 16 Musiker aus Top-Bigbands neue ungewöhnliche Arrangements spielten.
Er nahm viel mit Rex Stewart auf und unter anderem mit Jack Teagarden, Sonny Greer, Billy Taylor, Timme Rosenkrantz, J. C. Higginbotham, Sandy Williams und Buck Clayton.